# Kanton Hasselt
Kanton Hasselt is een kanton in de provincie Limburg en het arrondissement Hasselt. Het is de bestuurslaag boven die van de desbetreffende gemeenten, tevens is het een gerechtelijk niveau waarbinnen één vredegerecht georganiseerd wordt dat bevoegd is voor de deelnemende gemeenten. Beide types kanton beslaan niet noodzakelijk hetzelfde territorium.

## Gerechtelijke kantons Hasselt
Hasselt bestaat uit 2 gerechtelijke kantons die elk een vredegerecht inrichten en gelegen zijn in het gerechtelijk arrondissement Limburg in het gerechtelijk gebied Antwerpen. Beide zijn gelegen op de Maastrichterstraat 100 te Hasselt.
Hasselt 1: Dit vredegerecht is bevoegd voor de gemeente Diepenbeek en het gedeelte van de stad Hasselt dat gelegen is ten oosten van de middellijn van de Kempische Steenweg, Herkenrodesingel, Hendrik Van Veldekesingel, Boerenkrijgsingel en de Sint-Truidersteenweg.
Hasselt 2: Dit vredegerecht is bevoegd voor de gemeenten Herk-de-Stad, Halen, Lummen en het gedeelte van de stad Hasselt dat ligt ten westen van de middellijn van de Kempische Steenweg, de Herkenrodesingel, Hendrik Van Veldekesingel, Boerenkrijgsingel en de Sint-Truidersteenweg.
De vrederechter is bevoegd bij gezinsconflicten, onderhoudsgeschillen, voogdij, voorlopige bewindvoering, mede-eigendommen, appartementseigendom, burenhinder,...
| Gebied           | Europese Unie    | België           | België           | België           | België           | Antwerpen      | Limburg        | Limburg                     | Limburg                     | Hasselt 1-2                     |                                 |                                 |                                 |
| Sociaal recht    | Hof van Justitie | Hof van Cassatie | Hof van Cassatie | Hof van Cassatie | Hof van Cassatie | Arbeidshof     | Arbeidshof     | Arbeidsrechtbank            | Arbeidsrechtbank            | Arbeidsrechtbank                | Arbeidsrechtbank                | Arbeidsrechtbank                |                                 |
| Handelsrecht     | Hof van Justitie | Hof van Cassatie | Hof van Cassatie | Hof van Cassatie | Hof van Cassatie | Hof van Beroep | Hof van Beroep | Rechtbank van Koophandel    | Rechtbank van Koophandel    | Vredegerecht                    | Vredegerecht                    | Vredegerecht                    |                                 |
| Burgerlijk recht | Hof van Justitie | Hof van Cassatie | Hof van Cassatie | Hof van Cassatie | Hof van Cassatie | Hof van Beroep | Hof van Beroep | Rechtbank van eerste aanleg | Rechtbank van eerste aanleg | Vredegerecht / Politierechtbank | Vredegerecht / Politierechtbank | Vredegerecht / Politierechtbank | Vredegerecht / Politierechtbank |
| Strafrecht       | Hof van Justitie | Hof van Cassatie | Hof van Cassatie | Hof van Cassatie | Hof van Cassatie | Hof van Beroep | Assisenhof     | Rechtbank van eerste aanleg | Rechtbank van eerste aanleg | Vredegerecht / Politierechtbank | Vredegerecht / Politierechtbank | Vredegerecht / Politierechtbank | Vredegerecht / Politierechtbank |

## Kieskanton Hasselt
Het kieskanton Hasselt vormt zelfstandig het provinciedistrict Hasselt in het administratief arrondissement Hasselt in de kieskring Limburg. Het beslaat de gemeenten Hasselt, Diepenbeek en Zonhoven en bestaat uit 90 stembureaus.
Bij de provincieraadsverkiezingen van 2012 kreeg dit district 8 van de 63 zetels in de Limburgse provincieraad toegewezen (voorheen 10 van de 72).

### Structuur
| Hasselt          | Hasselt          | Supranationaal         | Nationaal                         | Nationaal          | Gemeenschap       | Gewest            | Provincie         | Arrondissement           | Provinciedistrict | Kanton          | Gemeente                        | District         |
| ---------------- | ---------------- | ---------------------- | --------------------------------- | ------------------ | ----------------- | ----------------- | ----------------- | ------------------------ | ----------------- | --------------- | ------------------------------- | ---------------- |
| Administratief   | Niveau           | Europese Unie          | België                            | België             | Vlaanderen        | Vlaanderen        | Limburg           | Hasselt                  | Hasselt           | Hasselt         | Hasselt Diepenbeek Zonhoven     | -                |
| Administratief   | Bestuur          | Europese Commissie     | Belgische regering                | Belgische regering | Vlaamse regering  | Vlaamse regering  | Deputatie         | Deputatie                | Deputatie         | Deputatie       | Gemeentebestuur                 | Districtscollege |
| Administratief   | Raad             | Europees Parlement     | Kamer van volksvertegenwoordigers | Vlaams Parlement   | Vlaams Parlement  | Vlaams Parlement  | Provincieraad     | Provincieraad            | Provincieraad     | Provincieraad   | Gemeenteraad                    | Districtsraad    |
| Kiesomschrijving | Kiesomschrijving | Nederlands Kiescollege | Kieskring Limburg                 | Kieskring Limburg  | Kieskring Limburg | Kieskring Limburg | Kieskring Limburg | Hasselt-Tongeren-Maaseik | Hasselt           | Hasselt         | Hasselt, Diepenbeek en Zonhoven | -                |
| Verkiezing       | Verkiezing       | Europese               | Federale                          | Federale           | Vlaamse           | Vlaamse           | Provincieraads-   | Provincieraads-          | Provincieraads-   | Provincieraads- | Gemeenteraads-                  | Districtsraads-  |

### Resultatenprovincieraadsverkiezingensinds 1961
| Partij                                  | 1961   | 1961 | 1965   | 1965 | 1968   | 1968 | 1971   | 1971  | 1974   | 1974 | 1977   | 1977 | 1978   | 1978  | 1981   | 1981  | 1985   | 1985 | 1987   | 1987 | 1991   | 1991  | 1994   | 1994  | 2000   | 2000  | 2006   | 2006  | 2012   | 2012  |
| Stemmen \| Zetels                       | %      | 12   | %      | 8    | %      | 8    | %      | 8     | %      | 8    | %      | 9    | %      | 9     | %      | 9     | %      | 9    | %      | 9    | %      | 9     | %      | 10    | %      | 10    | %      | 10    | %      | 8     |
| --------------------------------------- | ------ | ---- | ------ | ---- | ------ | ---- | ------ | ----- | ------ | ---- | ------ | ---- | ------ | ----- | ------ | ----- | ------ | ---- | ------ | ---- | ------ | ----- | ------ | ----- | ------ | ----- | ------ | ----- | ------ | ----- |
| CVP1 / CD&V-N-VA2 / CD&V3               | 62,721 | 7    | 56,941 | 5    | 46,201 | 4    | 41,821 | 4     | 42,591 | 4    | 44,951 | 5    | 44,211 | 4     | 33,521 | 3     | 34,211 | 3    | 30,341 | 3    | 25,411 | 2     | 28,791 | 2     | 19,421 | 2     | 24,102 | 2     | 20,593 | 2     |
| PVV1 / VLD2 / VLD-Vivant3 / Open Vld4   | 7,121  | 1    | 14,351 | 1    | 14,301 | 1    | 12,811 | 1     | 15,491 | 1    | 15,281 | 1    | 16,161 | 2     | 18,681 | 2     | 16,901 | 2    | 14,961 | 1    | 18,471 | 2     | 17,432 | 2     | 18,172 | 2     | 15,533 | 2     | 13,824 | 1     |
| BSP1 / SP2 / sp.a-spirit3 / sp.a-Groen4 | 23,651 | 3    | 16,941 | 1    | 20,141 | 2    | 27,821 | 2     | 27,931 | 2    | 25,231 | 2    | 26,431 | 2     | 28,972 | 3     | 30,122 | 3    | 32,292 | 3    | 29,092 | 2     | 31,102 | 3     | 39,932 | 4     | 36,163 | 4     | 25,304 | 2     |
| AMADA1 / PVDA2 / PVDA+3                 | -      |      | -      |      | -      |      | -      |       | -      |      | 1,311  | 0    | 1,751  | 0     | 1,812  | 0     | 0,762  | 0    | 0,712  | 0    | 0,522  | 0     | 0,702  | 0     | 0,542  | 0     | 0,803  | 0     | 2,203  | 0     |
| Vlaams Blok1 / Vlaams Belang2           | -      |      | -      |      | -      |      | -      |       | -      |      | -      |      | 1,261  | 0     | 1,121  | 0     | 1,011  | 0    | 1,291  | 0    | 6,761  | 1     | 7,401  | 1     | 9,891  | 2     | 17,282 | 2     | 8,382  | 1     |
| N-VA                                    | -      |      | -      |      | -      |      | -      |       | -      |      | -      |      | -      |       | -      |       | -      |      | -      |      | -      |       | -      |       | -      |       | -      |       | 29,71  | 2     |
| Agalev1 / Groen!2                       | -      |      | -      |      | -      |      | -      |       | -      |      | -      |      | -      |       | -      |       | 6,871  | 0    | 8,361  | 1    | 9,021  | 1     | 7,881  | 1     | 6,331  | 0     | 6,132  | 0     | -      |       |
| VU1 / VU&ID2                            | 6,511  | 1    | 11,141 | 1    | 18,751 | 1    | 17,551 | 1     | 13,141 | 1    | 13,231 | 1    | 10,201 | 1     | 13,551 | 1     | 10,131 | 1    | 11,731 | 1    | 10,291 | 1     | 5,271  | 1     | 4,672  | 0     | -      |       | -      |       |
| Vivant                                  | -      |      | -      |      | -      |      | -      |       | -      |      | -      |      | -      |       | -      |       | -      |      | -      |      | -      |       | -      |       | 1,04   | 0     | -      |       | -      |       |
| W.O.W.                                  | -      |      | -      |      | -      |      | -      |       | -      |      | -      |      | -      |       | -      |       | -      |      | -      |      | -      |       | 0,70   | 0     | -      |       | -      |       | -      |       |
| SAP                                     | -      |      | -      |      | -      |      | -      |       | -      |      | -      |      | -      |       | -      |       | -      |      | 0,31   | 0    | -      |       | -      |       | -      |       | -      |       | -      |       |
| KPB                                     | -      |      | -      |      | -      |      | -      |       | -      |      | -      |      | -      |       | 0,96   | 0     | -      |      | -      |      | -      |       | -      |       | -      |       | -      |       | -      |       |
| LLL                                     | -      |      | -      |      | -      |      | -      |       | -      |      | -      |      | -      |       | 1,39   | 0     | -      |      | -      |      | -      |       | -      |       | -      |       | -      |       | -      |       |
| Anderen(*)                              | -      |      | 0,63   |      | 0,62   |      | -      |       | 0,84   |      | -      |      | -      |       | -      |       | -      |      | -      |      | 0,44   |       | 0,73   |       | -      |       | -      |       | -      |       |
| Opkomst                                 |        |      |        |      |        |      | 95,09  | 95,09 |        |      |        |      | 97,13  | 97,13 | 97,01  | 97,01 |        |      | 95,9   | 95,9 | 95,61  | 95,61 | 94,97  | 94,97 | 94,44  | 94,44 | 94,57  | 94,57 | 91,34  | 91,34 |
| Blanco/ongeldig                         | 6,72   | 6,72 | 7,5    | 7,5  | 7,36   | 7,36 | 8,32   | 8,32  | 7,92   | 7,92 | 6,72   | 6,72 | 7,33   | 7,33  | 6,91   | 6,91  | 5,16   | 5,16 | 5,05   | 5,05 | 4,97   | 4,97  | 5,47   | 5,47  | 4,87   | 4,87  | 5,25   | 5,25  | 6,88   | 6,88  |

 (*)1965: andere, 1968: Retour à Liège, 1974: andere, 1991: PVCS, 1994: AOV, NWP

#### Verkozen kandidaten
Volgende kandidaten werden verkozen voor de Limburgse provincieraad in het provinciedistrict:
2012
- Valerie Del Re (sp.a-Groen)
- Brigitte Smets (sp.a-Groen)
- Marc Vandeput (CD&V)
- Ivo Belet (CD&V)
- Frederick Vandeput (Open Vld)
- Koen Ooms (Vlaams Belang)
- Bert Lambrechts (N-VA)
- Anne-Lies Bynens (N-VA)

2006
- Hilde Claes (sp.a-spirit)
- Herman Reynders (sp.a-spirit)
- Brigitte Smets (sp.a-spirit)
- Frank Keunen (sp.a-spirit)
- Marc Vandeput (CD&V-N-VA)
- Frieda Brepoels (CD&V-N-VA)
- Eddy Heleven (VLD-Vivant)
- Marilou Vanden Poel-Welkenhuysen (VLD-Vivant)
- Koen Ooms (Vlaams Belang)
- Kathleen Martens (Vlaams Belang)